# Cártel de Santa Rosa de Lima
El Cártel de Santa Rosa de Lima es una organización criminal mexicana originaria de Santa Rosa de Lima, en el estado de Guanajuato durante el año del 2014, encabezado en un principio por David Rogel Figueroa alias "El Güero" y luego por José Antonio Yépez Ortiz alias "El Marro".
El cártel ha sido conocido mayormente por su incursión en el side combustible en el estado de Guanajuato, además de ser uno de los principales generadores de violencia en el estado de Guanajuato, estando en conflicto desde sus inicios contra el Cártel de Jalisco Nueva Generación, expandiendo su disputa no solo al tráfico de combustibles, también al narcomenudeo, la elaboración y tráfico de drogas.

## Historia
El nombre del Cártel hace referencia a la localidad de Santa Rosa de Lima ubicada en el municipio de Villagrán. Ahí nació la organización, la cual se ha expandido en toda la entidad e incluso en partes colindantes del estado con Querétaro y Michoacán, donde su actividad principal es el robo de combustible llegándose a registrar 1,696 puntos de ordeña durante el año 2017.
Otras actividades desarrolladas son la extorsión a pequeños y medianos empresarios en ciudades como Celaya, Irapuato y Salamanca.
El 3 de marzo del 2019, autoridades del estado de Guanajuato, apoyado con fuerzas federales, lanzaron el operativo “Golpe de Timón” contra la organización, llevando hasta al momento más de 42 detenidos además de la recuperación de más de 100 vehículos y cateo a 25 inmuebles. Esta operación derivó en una ola de violencia generada por la disputa del territorio con el Cártel de Jalisco Nueva Generación. El grupo se ha mantenido en una sangrienta guerra contra el Cártel de Jalisco Nueva Generación que ha generando una gran ola de inseguridad en la región.
Las autoridades advirtieron que tras la captura del Marro, y demás detenciones que debilitaron al cártel realizó un efímero pacto con el CJNG, tregua que duró menos de un mes, ya que la violencia durante el mes de agosto y septiembre tuvo un repunte considerable.
En mayo de 2023, el periodista Héctor de Mauleón mencionó que el cártel se reforzó por exmilitares y paramilitares colombianos, prueba de ello es su participación en ataques con explosivos, secuestros y masacres.

## Organización y Actividades Delictivas

### Inicios
El cartel es comandado por José Antonio Yépez Ortiz y cuenta con un círculo cercano integrado por 14 personas incluyendo sus familiares. Sus operadores financieros se presume que son los tíos de "El Marro", siendo Santiago "G" alias "Bachicha" el operador principal. También las autoridades idenfitifcan a Juan Manuel "A", Artemio "E" alias "El Temo", Eusebio "G" alias "El Titis", José Alejandro "J" entre otros.
El cártel de Santa Rosa de Lima irrumpió con mayor fuerza en el estado durante el año de 2017, lo cual se puede notar por un video publicado a través de redes sociales, donde el Marro, rodeado de más de un centenar de personas armadas, con equipo táctico, sólo permitido a las fuerzas armadas, retó al CJNG y a las demás organizaciones criminales que operan en Guanajuato. Después de este anuncio se ha reportado un gran aumento en la inseguridad en la zona, que hasta el mismo presidente Andrés Manuel López Obrador confirmó que desde que arrancó su gobierno (el primero de diciembre del 2018) el estado de Guanajuato ha sido reportado como una de las entidades más violentas, confirmado ello por Semáforo Delictivo. El reporte, expone que se cometieron más de 28,816 homicidios durante el 2018, lo que significó un incremento de 15% en comparación con el 2017 siendo el peor índice de los últimos 20 años, desde que iniciaron las acciones federales en contra de organizaciones criminales del país en el 2000.

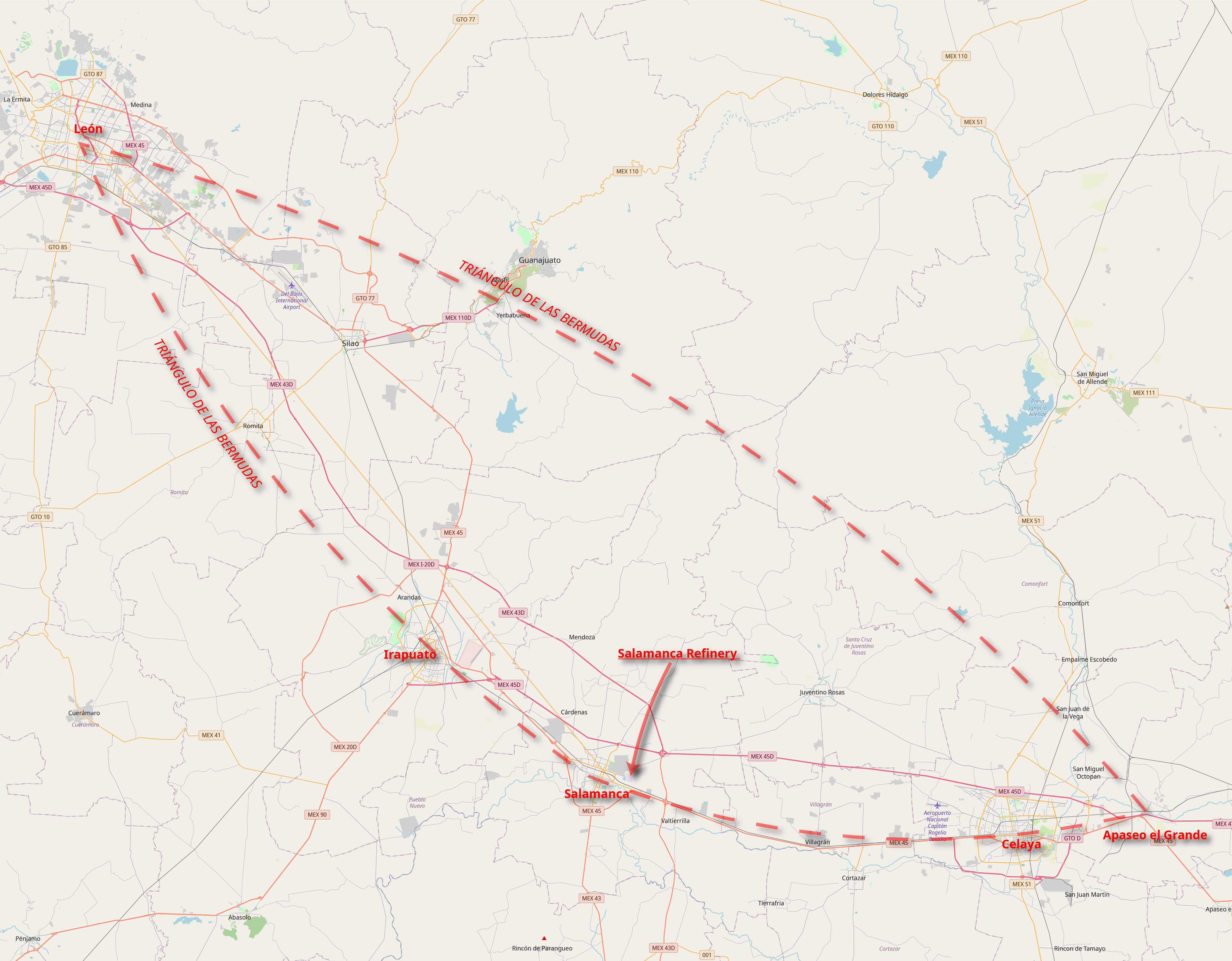
Mapa que muestra el área principal de operaciones del cártel: el "Triángulo de las Bermudas" en Guanajuato y la ubicación de la refinería de Salamanca de la que salen muchos de los oleoductos desviados por el cártel.

### Intensificación de actividad
El 9 de marzo del 2019 se produjo un tiroteo masivo en La Playa Men’s Club, un club nocturno en Salamanca, Guanajuato, México. más de 40 personas fueron asesinadas y entre 7-9 resultaron heridas. Las autoridades solo informaron de catorce muertos la cifra real. El ataque se debió a informes sobre el marro en el interior del lugar y por no pagar cobro de piso. Los testigos describieron a los atacantes como un grupo de hombres armados que llegaron en tres camionetas del CJNG.
Anteriormente el dueño del lugar había recibido amenazas de parte del CJNG para el cobro de piso. El 29 de octubre de 2019 fue arrestado Marco Antonio Flores Martínez, alias El Ñecas, quien tenía planeado colocar una bomba en un avión, así como detonar un ducto de Pemex como respuesta a los operativos que el gobierno de Andrés Manuel López Obrador puso en marcha al inicio de su gobierno en diciembre de 2018 contra el cartel.
El 18 de febrero del 2020 tres elementos de adscritos a la Sedena fueron detenidos por tener supuestos nexos con el Cártel de Santa Rosa de Lima, esto en la ciudad de Celaya, en el estado de Guanajuato. Estas detenciones se suman a otras realizadas días atrás, como los hermanos Lara Belman (operadores logísticos del Cártel) y la de Fabián "N", lugarteniente del Cártel con el alias de  "La Vieja", arrestado en las inmediaciones de la carretera libre Rosarito-Ensenada.
El 6 de marzo del 2020 es arrestado el padre de "El Marro" mientras conducía un vehículo con reporte de robo, además de "El Miclo" jefe de sicarios del cártel, ambos delincuentes fueron detenidos en la ciudad de Celaya, Guanajuato. El 8 de marzo del año en curso un coche cargado con explosivos detono en frente de una base perteneciente a la Guardia Nacional de México, en la ciudad de Celaya, resultando con dos oficiales levemente heridos. En un principio se aclaro que la explosión fue causada por una falla técnica, pero la Sedena confirmó más tarde que la explosión había sido por "explosivos improvisados".
Entre los días 10 y 11 de marzo del 2020 una serie de bloqueos y enfrentamientos sucedieron en varias carreteras camino a Celaya, donde varios traileres y vehículos pesados fueron incendiados, sin reporte de víctimas por confirmar. El 12 de marzo un comando armado abatió al coordinador de la Policía Municipal de Celaya y su escolta, quien falleció camino al hospital. Según testigos, al menos 10 hombres armados en tres camionetas interceptaron la patrulla, llegando algunos disparos a un camión de transporte público si dejar heridos. Hasta el momento no se reportan personas detenidas por estos hechos.
Un día antes se había registrado un ataque a tiros y granadas contra una caseta de vigilancia en la ciudad de Celaya dejando herido, pero en estado estable. Según la Comisionada de la Unidad de Análisis y Estrategia para la Seguridad Ciudadana del estado de Guanajuato, Sophia Huett aseguró que el Cártel opera solo con el 20% de su capacidad, siendo debilitado por las actuales operaciones realizadas por fuerzas castrenses, además de asegurar que "El Marro" sería detenido en las próximas semanas. El 1 de abril cinco miembros del cártel fueron arrestados en inmediaciones del Monumento a la Independencia en la ciudad de Ciudad de México, resaltando dos ciudadanos de origen peruano y varios sicarios oriundos de los estados de Durango, Guanajuato, y uno más de Guadalajara, en posesión de drogas y un vehículo robado. El 7 de abril del 2020 "El Marro" reapareció con un audio donde lanza amenazas a la alcaldesa de la ciudad, Elvira Paniagua Rodríguez, y al Secretario de Seguridad, Miguel Ángel Simental, acusándolos además de señalar que estaban coludidos con el Cártel de Jalisco Nueva Generación, diciendo que los ataques armados y con explosivos aumentaran.
El lunes 1 de junio cuatro policías fueron asesinados en menos de 24 horas en dos ataques separados en la ciudad de Celaya, encontrando casquillos de grueso calibre percutidos en los lugares donde fueron emboscados los oficiales, además de más de 50 narcomantas halladas en varios municipios del estado de Guanajuato.

### Detención deEl Marroy consecuencias
El 21 de junio el secretario de Seguridad Pública del estado de Guanajuato, México, informó en Twitter de la detención de 26 supuestos integrantes del CSRL (incluyendo familiares cercanos del "Marro"). Varios sicarios reaccionaron de inmediato ocasionando narco bloqueos y agregando aproximadamente 57 narco carteles, ocasionando caos alrededor del estado. Días después el madre del "El Marro" fue absuelta por falta de pruebas, junto con otros miembros del grupo que también fueron absueltos. Estas detenciones junto a la del Marro ocasionaron un aumento de la violencia en la región, a pesar de que autoridades federales presumieron una disminución de sus actividades. A pesar de su detención, según archivos filtrados por el colectivo hacktivista Guacamaya, rebela que documentos internos de la SEDENA, confirman que "El Marro" aún ejerce influencia en el cártel fuera de la prisión.
Al día siguiente se abandono un cadáver en la comunidad de San Gabriel, en el municipio de Dolores Hidalgo, con una cartulina donde el Cártel clamaba responsabilidad del ataque. El 24 de junio del presente año fue arrestado Noe Israel alías "El Puma", cofundador del CSRL, quien contaba con una orden de aprehensión aún pendiente."El Puma" fue arrestado en San Luis Potosí. Al día siguiente fue asesinado Joel Negrete, excandidato de Movimiento de Regeneración Nacional, que había publicado una carta abierta donde llamaba al "Marro" a recapacitar su campaña armada e intentar un "cese al fuego". El 9 de abril del 2023, es ejecutado un joven en la colonia Tres Guerras, en la cabecera municipal de Celaya, donde se encontró al occiso con un narcomensaje firmado por "El Marro".

## Actividad después de la detención del Marro

### 2020-2022
El viernes 3 de julio un comando armado embosco a una patrulla de Guanajuato, a las afueras del municipio de Jerécuaro, con límites de Apaseo el Alto, dejando un saldo de cinco oficiales de policía muertos y dos heridos en situación delicada. Hasta el momento se desconocen el paradero de los atacantes. A principios de julio el secretario de seguridad y protección ciudadana, Alfonso Durazo Montaño confirmó que el CSRL estaba fuertemente debilitado, y a pesar de algunos brotes de violencia ocasionales, estos son muestras del "debilitamiento" de la organización. A pesar de la detención de su histórico líder, el grupo cayó en manos de "El Comandante Azul", cabecilla y persona de confianza de "el Marro".
El 27 de septiembre de 2020 un comando atacó a balazos un el bar "La Cabaña del Toro", esto en la localidad de Jaral del Progreso, municipio de Cortazar. El ataque dejó a doce personas muertas, así como dos desaparecidos después del ataque. 
El 7 de octubre, el Cártel de Santa Rosa de Lima (CSRL) se adjudicó el asesinato de un hombre, el cual estaba colgado en un puento localizado en uno de los puntos de mayor circulación en la ciudad de Celaya. Al día siguiente es descubierto el cuerpo decapitado de Jesús Tinajero, excandidato a la alcaldía de Jerécuaro, perteneciente al partido Movimiento de Regeneración Nacional, junto a otros dos individuos desmembrados, esto sobre la carretera estatal Apaseo el Alto-Jerécuaro, a la altura de la comunidad de “El Sarampión”, al sur de la entidad. El 30 de octubre, autoridades confirmaron el hallazgo de una fosa clandestina en la localidad de Cañada de Caracheo, Cortázar. El 3 de noviembre, miembros del cártel atacaron un taller de hojalatería y pintura en el barrio de San Juan, en la mancha urbana deCelaya, matando a cuatro personas y después incendiaron el inmueble. El año 2020 cerró con cerca de 176 masacres en todo el estado de Guanajuato, fruto de la guerra entre el CSRL y el Cártel de Jálisco Nueva Generación, mientras que la primera semana de enero comenzó con cerca de 46 homicidios en la entidad.
El 11 de enero de 2021, se registró un enfrentamiento entre sicarios del CSRL y elementos de la Guardia Nacional y las Fuerzas de Seguridad Pública del Estado (FSPE), dejando como saldo ocho sicarios y un oficial muertos, así como un policía también fue herido, esto en el municipio de Villagrán.
Unos días después murieron cuatro sicarios del cártel después de un enfrentamiento a las afueras de Juventino Rosas, esto como parte de las operaciones relacionadas al asesinato del diputado local del Partido Acción Nacional y precandidato a alcalde Juan Antonio Acosta Cano. Días después, autoridades estatales realizaron una serie de operativos para dar con los responsables del ataque, haciendo énfasis en los elementos policiales del municipio. El 24 de enero se registra un enfrentamiento, donde cinco elementos de las FSPE de Guanajuato fueron asesinados, esto en la localidad de San José de Manantiales. municipio de Juventino Rosas. El 20 de abril, fuerzas estatales abatieron a un grupo de sicarios que escapaban luego de ser detenidos por “levantar” a un paciente que se encontraba en un hospital privado en Celaya, Guanajuato.
No fue hasta principios de febrero del 2021 cuando fue arrestado Juan "N" alias "El Teco", posible autor intelectual del atentado. La Fiscalía General del Estado sospecha que está detrás del ataque al bar nocturno “La Cabaña del Toro”, siendo junto a Raúl "N" los cabecillas del ataque detenidos hasta el momento. En junio de 2021, el cártel atacó a tiros un domicilio en la comunidad de Prensa Grande, Pueblo Nuevo, dejando como saldo seis personas muertas.
El 21 de junio, sicarios del CSRL irrumpieron en un taller de motos en la localidad de San Nicolás de los Agustinos,Salvatierra, atacando a los presentes y dejando como saldo siete personas muertas (dos de ellas estudiantes) y dos heridas. Un mes después es asesinado Jorge Domínguez, mando de la policía municipal de Cortázar, fue atacado a tiros por un comando armado que irrumpió en su domicilio en la madrugada del 21 de julio.
No fue hasta octubre del mismo año que fueron detenidos tres delincuentes que participaron en el ataque.
La tarde del 7 de agosto de 2022, es asesinado Guillermo Mendoza Suárez, hijo del alcalde de Celaya. Horas después, fueron arrestados dos miembros de una célula del CDSRL, los cuáles perpetraron el asesinato y otros narco bloqueos días antes en la ciudad. Dos días antes, fueron asesinadas nueve personas y otras cuatro fueron heridas en un ataque a un bar clandestino en la comunidad de San José el Nuevo, en Celaya, resultado del encrudecimientro entre la pugna entre el CJNG y el CSRL. Durante el año 2022, el estado de Guanajuato sufrió cerca de 15 masacres, las cuales ocurrieron en los municipios de Celaya,  Comonfort, Salamanca, León, Silao, Irapuato y Apaseo el Alto.
El 31 de marzo del 2023, un enfrentamiento entre miembros del CRSL y CJNG dejó a cinco delincuentes rivales muertos, esto en la comunidad de  San Cristóbal de Ayala, Huanímaro, esto después de que los delincuentes rivales atacaron una vivienda pertenecientes al CSRL.
El 16 de abril, se registró un ataque armado en un balneario en Cortazar, dejando como saldo siete muertos (incluidos un menor) y un herido.
Uno de los episodios más violentos del cártel ocurrió el 29 de junio, después de la detonación de un coche bomba ocurrido en la comunidad de El Sauz de Villaseñor, Celaya, dejando diez uniformados heridos. El coche detonó cuando oficiales de la Guardia Nacional arribaron al lugar, después de una llamada donde supuestamente había cuerpos humanos, pero durante la inspección preliminar el explosivo detonó. El 4 de julio, autoridades estatales arrestaron a José Ángel "N", implicado en el atentado. Una semana después el CSRL ejecuta a "El Babas", difundiendo un video donde es interrogado y afirma que el CJNG es el culpable de las extorsiones y ejecuciones en el estado.

## Arrestos y otros Golpes
En la madrugada de día 2 de agosto de 2020 fue capturado José Yépez, "El Marro", en un operativo conjunto entre Fuerzas Federales, Estatales, Guardia Nacional de México y la FGR en la comunidad de Franco Tavera, Juventino Rosas, en el estado de Guanajuato.
El 14 de octubre del 2020 es arrestado casi dos meses después Adán Ochoa, más conocido como “El Azul” o el “Gordo Paz”. También se sabe que "El Azul" es un amigo cercano del Marro, llegando a saber de la existencia de una fotografía en donde ambos aparecen en un bar del estado de Sinaloa en el año 2017. Hasta el 26 de octubre fue ingresado al Antes de su arresto solo se le conocía como el “Comandante azul” por un video que difundió en redes sociales para presentarse como la voz del cártel. Antes de este arresto el grupo ya tenía arrestos importantes en el antiguo bastión de Celaya.
Otro golpe a la organización, es detenido José Ramón A., "El Mamer", jefe de sicarios del CSRL, arrestado en un operativo que tuvo lugar en Morelia, Michoacán, esto por su participación en un multihomicidio de cinco personas en Acámbaro perpetrada en 2019.
El 23 de diciembre del mismo año son arrestados cerca de 13 miembros del cártel de Santa Rosa de Lima, esto en una serie de operativos conjuntos realizado por fuerzas federales y estatales que se saldó con la quema de varios vehículos por parte de miembros de esta organización criminal. Los grupos criminales reaccionaron con la quema de vehículos no solo en Celaya,
Dora Hilda “N”, la Tía, Luis “N”, alias la Chona, fueron detenidos y procesados por su presunta participación en el descuartizamiento y secuestro de una persona en Cortázar, Guanajuato. En julio de 2023, "la Tía" y "la Chona" fueron sentenciados a 65 años con 7 meses y 15 días de cárcel.
El 17 de marzo Antonio “N”, más conocido como "El Dalugas", presunto cabecillas del Cártel de Santa Rosa de Lima, que había sido arrestado el pasado octubre, pero que fue liberado sin mayor explicación esa vez. El 24 de abril fueron detenidos Diego “J” y Rogelio “L”, fueron arrestado por su presunta participación en el equipamiento de drones con explosivos Cártel de Santa Rosa de Lima, los cuales tenían su centro de operaciones en San Andrés Cholula, Puebla. El 20 de mayo es arrestado en la ciudad de Celaya Fernando “N”, alías "el Ranchero" o "El Kin", señalado de ser cabecilla de la organización y ser uno de los principales generadores de violencia en la región.
Desde finales de marzo la Unidad de Inteligencia Financiera, perteneciente a la Secretaría de Hacienda y Crédito Público, afirmó haber bloqueado más de 192 cuentas ligadas al cártel en un espacio de dos años.
Es arrestado por segunda ocasión Brandon Alejandro "El Trucha”, líder de una facción del CSRL, junto a seis personas, a las cuales se les aseguraron armas y drogas.
El 31 de julio de 2023, autoridades estatales y federales catearon 15 inmuebles y detuvieron cerca de 24 delincuentes fueron arrestados, decomisando armas y droga en el operativo.